# Francisco Cerúndolo
Francisco Cerúndolo (sinh ngày 13 tháng 8 năm 1998) là một vận động viên quần vợt người Argentina.
Cerúndolo có thứ hạng đánh đơn ATP cao nhất là vị trí số 19 vào ngày 19 tháng 6 năm 2023. Anh tũng có thứ hạng đánh đôi ATP cao nhất là vị trí số 203  vào ngày 31 tháng 10 năm 2022
Cerúndolo lần đầu tham dự vòng đấu chính ATP tại giải Argentina Open 2019 sau khi được đặc cách vào nội dung đơn.
Em trai của anh Juan Manuel Cerúndolo cũng là một vận động viên quần vợt.

## Chung kết ATP Challenger và ITF Futures

### Đơn: 14 (11–3)
| Chú thích (Đơn)           |
| ------------------------- |
| ATP Challenger Tour (3–1) |
| ITF Futures Tour (8–2)    |

| Danh hiệu theo mặt sân |
| ---------------------- |
| Cứng (1–0)             |
| Đất nện (10–3)         |
| Cỏ (0–0)               |

| Kết quả | T–B  | Ngày              | Giải đấu                            | Thể loại   | Mặt sân | Đối thủ                 | Tỷ số                   |
| ------- | ---- | ----------------- | ----------------------------------- | ---------- | ------- | ----------------------- | ----------------------- |
| Thua    | 0–1  | Tháng 9 năm 2018  | Argentina F6, Buenos Aires          | Futures    | Đất nện | Gonzalo Villanueva      | 0–6, 3–6                |
| Thắng   | 1–1  | Tháng 10 năm 2018 | Brazil F5, Mogi das Cruzes          | Futures    | Đất nện | Daniel Dutra da Silva   | 6–2, 6–4                |
| Thắng   | 2–1  | Tháng 10 năm 2018 | Brazil F6, Curitiba                 | Futures    | Đất nện | Felipe Meligeni Alves   | 7–6(7–3), 6–2           |
| Thắng   | 3–1  | Tháng 1 năm 2019  | M15 Manacor, Tây Ban Nha            | Futures    | Đất nện | Ivan Gakhov             | 6–3, 6–3                |
| Thắng   | 4–1  | Tháng 1 năm 2019  | M15 Palmanova, Tây Ban Nha          | Futures    | Đất nện | Sandro Ehrat            | 2–6, 6–2, 6–3           |
| Thắng   | 5–1  | Tháng 5 năm 2019  | M15 Buenos Aires, Argentina         | Futures    | Đất nện | Genaro Alberto Olivieri | 7–6(7–2), 7–6(8–6)      |
| Thắng   | 6–1  | Tháng 6 năm 2019  | M25 Kiseljak, Bosnia và Herzegovina | Futures    | Đất nện | Christopher O'Connell   | 3–6, 6–2, [10–4]        |
| Thua    | 6–2  | Tháng 7 năm 2019  | M25 Buenos Aires, Argentina         | Futures    | Đất nện | Juan Pablo Ficovich     | 5–7, 7–6(7–5), 3–6      |
| Thắng   | 7–2  | Tháng 1 năm 2019  | M25 Lima, Peru                      | Futures    | Đất nện | Nicolás Álvarez         | 6–2, 6–1                |
| Thắng   | 8–2  | Tháng 1 năm 2020  | M25 Los Angeles, Hoa Kỳ             | Futures    | Cứng    | Alexander Ritschard     | 6–3, 6–3                |
| Thắng   | 9–2  | Tháng 10 năm 2020 | Split, Croatia                      | Challenger | Đất nện | Pedro Sousa             | 4–6, 6–3, 7–6(7–4)      |
| Thắng   | 10–2 | Tháng 11 năm 2020 | Guayaquil, Ecuador                  | Challenger | Đất nện | Andrej Martin           | 6–4, 3–6, 6–2           |
| Thắng   | 11–2 | Tháng 12 năm 2020 | Campinas, Brazil                    | Challenger | Đất nện | Roberto Carballés Baena | 6–4, 3–6, 6–3           |
| Thua    | 11–3 | Tháng 2 năm 2021  | Concepción, Chile                   | Challenger | Đất nện | Sebastián Báez          | 3–6, 7–6(7–5), 6–7(5–7) |

### Đôi: 2 (1–1)
| Chú thích (Đơn)           |
| ------------------------- |
| ATP Challenger Tour (0–0) |
| ITF Futures Tour (1–1)    |

| Danh hiệu theo Mặt sân |
| ---------------------- |
| Cứng (0–0)             |
| Đất nện (1–1)          |
| Cỏ (0–0)               |

| Kết quả | T–B | Ngày             | Giải đấu                            | Thể loại | Mặt sân | Đồng đội         | Đối thủ                                         | Tỷ số                 |
| ------- | --- | ---------------- | ----------------------------------- | -------- | ------- | ---------------- | ----------------------------------------------- | --------------------- |
| Thắng   | 1–0 | Tháng 3 năm 2018 | M15 Pinamar, Argentina              | Futures  | Đất nện | Hernán Casanova  | Arklon Huertas del Pino Conner Huertas del Pino | 7–6(9–7), 3–6, [10–5] |
| Thua    | 1–1 | Tháng 6 năm 2019 | M25 Kiseljak, Bosnia và Herzegovina | Futures  | Đất nện | João Pedro Sorgi | Mārtiņš Podžus Maxim Ratniuk                    | 6–7(5–7), 2–6         |